# Мочалейка
Мочале́йка (рос. Мочалейка) — присілок у складі Вадінського району Пензенської області, Росія.
Населення — 22 особи (2010; 22 у 2002).
Національний склад станом на 2002 рік:
- росіяни — 55 %
- татари — 45 %